# 趙文 (天順進士)
趙文（1438年—？），字孟章，河南河南府陝州人，明朝政治人物。同進士出身。

## 生平
天順三年（1459年）己卯科河南鄉試第名。天順八年（1464年）甲申科會試，殿試登進士第三甲第一百五十九名。

## 家族
曾祖父趙三翁。祖父趙璘。父亲趙錫，曾任陰陽學術。